# Samtgemeinde Freren
In der Samtgemeinde Freren aus dem niedersächsischen Landkreis Emsland haben sich die fünf Gemeinden Andervenne, Beesten, Freren, Messingen und Thuine zur Erledigung ihrer Verwaltungsgeschäfte zusammengeschlossen.

## Geografie

### Geografische Lage
Die Samtgemeinde Freren liegt im Südosten des Landkreises.

### Nachbargemeinden
Im Norden grenzt die Samtgemeinde Freren an die Samtgemeinde Lengerich, im Osten an die Samtgemeinde Fürstenau im Landkreis Osnabrück und die Gemeinde Hopsten im Kreis Steinfurt in Nordrhein-Westfalen, im Süden an die Samtgemeinde Spelle und im Westen an die Stadt Lingen.

### Die Gemeinden
(Einwohner am 31. Dezember 2023)
|  | 1. Andervenne (914) 2. Beesten (1716) 3. Freren, Stadt (4868) 4. Messingen (1079) 5. Thuine (1728) |

## Politik
Der Verwaltungssitz der Samtgemeinde ist in der Stadt Freren.

### Samtgemeindebürgermeister
Samtgemeindebürgermeister ist Godehard Ritz (CDU). Er wurde bei der Kommunalwahl am 10. September 2006 im ersten Wahlgang mit 72,3 % der Stimmen in seinem Amt bestätigt. Bei der letzten Bürgermeisterwahl am 12. September 2021 wurde er ohne Gegenkandidaten mit 81,5 % der Stimmen erneut wiedergewählt. Die Wahlbeteiligung lag bei 65,7 %.
Ehemalige Samtgemeindebürgermeister
- 1969–1991 Josef Meiners (CDU)
- 1991–2001 Heinz Finke

### Samtgemeinderat
Der Samtgemeinderat hat 26 gewählte Mitglieder. Dies ist die festgelegte Anzahl für eine Samtgemeinde mit einer Einwohnerzahl zwischen 10.001 und 11.000 Einwohnern. Die Ratsmitglieder werden durch eine Kommunalwahl für jeweils fünf Jahre gewählt. Hinzu kommt der direkt gewählte Bürgermeister der Samtgemeinde.
Nach der Kommunalwahl am 12. September 2021 gehören ihm vier Parteien an.
- SPD: 4
- Grüne: 1
- FDP: 1
- CDU: 20

- CDU – 20 Sitze
- SPD – 4 Sitze
- FDP – 1 Sitz
- Grüne – 1 Sitz

Die nächsten Kommunalwahlen sollen 2026 stattfinden.

### Wappen
Beschreibung: In Gold drei grüne Laubblätter an einem Stiel. Über dem Wappen eine fünfzinkige Krone mit Perlenspitzen.